# Mittelwihr
Mittelwihr é uma comuna francesa na região administrativa de Grande Leste, no departamento Alto Reno. Estende-se por uma área de 2,42 km². Em 2010 a comuna tinha 856 habitantes (densidade: 353,7 hab./km²).